# Ursula Ekberg
Ursula Vera Kristina Ekberg, född 16 juli 1935 i Kiel i Tyskland, död 16 januari 2015 i Åre, var en svensk konstnär (målare).

## Biografi
Ekberg studerade vid Skånska målarskolan i Malmö och har företagit studieresor till Grönland, Island och Nordkalotten. Hon har varit verksam som konstnär sedan 1953 och har haft separatutställningar på bland annat Nya Wermlands Tidningen 1972, Värmlands Folkblad 1974, Värmlands läns landsting 1975, Galleri Gripen 1977, och 1982, Kristinehamn och Säffle 1978, Östersund, Arktiska museet Nanoq i Finland 1992 och Galleri Runnevålen i Kil 2009. Hon har medverkat i Värmlands konstförenings höstsalonger på Värmlands museum sedan 1972, Dalarnas museum 1980 samt Jönköpings museum, Uppsala och Katrineholm 1982, Nedre Fryksdals konstförening 2001 och på Nokia i Finland.
Hon tilldelades stipendium från Skånska målarskolan 1960, Värmlands konstförenings stipendium 1982, Hammarö kommuns kulturstipendium 1982, Statligt konstnärsbidrag 1984–1987 och Thor Fagerqvist-stipendiet 1992.
Hennes konst består av landskapsmålningar med motiv från Svalbard-Spetsbergen, Arktis, Grönland, Island, Karelen, Sibirien och Jämtland i olja eller akvarell. På Hammarö bibliotek finns konstverk av Ekberg för hemlån under en tid av 6 månader. 
Tillsammans med konstnärerna Kerstin Lindkvist, Ann-Charlotte Hartman. Anna Cronkvist och Lena Hansson (konstnär) var hon initiativtagarna till bildandet av Konstnärshuset i Åre.
Bland hennes offentliga arbeten märks utsmyckning för Sparbanken i Skoghall och Karlstad, Sågverksskolan och Servicehuset i Skoghall.
Ekberg är representerad vid Statens Konstråd, Karlstad, Hammarö, Östersund och Kiruna kommuner, Elverun och Enebackk i Norge, Värmlands museum, Kopparbergs, Värmlands, Jämtlands, Örebro och Jönköpings läns landsting, Forshaga kommun, Umeå Universitet, Karlstad Universitet samt Nokia och kommunala samlingar i Finland, Arktisk museum i Jakobstad, Finland och Norsk Polarinstitutt på Svalbard Norge.

### Övriga källor
- Svenska konstnärer, biografisk handbok, 1987, sid 120
- Värmlands Konstförening presenterar Konstnärsförbundet, 1993, sid 25, Karlstad, Libris 1776532.
- Konstnärer i Värmland, Gunnel och Kjell Swärd, sid 36-39, 1983, Libris 7752297